# The Criminal
The Criminal is een Britse dramafilm uit 1960 onder regie van Joseph Losey. In de VS werd de film uitgebracht onder de titel Concrete Jungle.

## Verhaal
Na een mislukte overval belandt de crimineel Johnny Bannion in de gevangenis. Het leven blijkt daar nog harder dan in de onderwereld. Bannion wordt op die manier nog misdadiger dan hij voorheen was.

## Rolverdeling
| Acteur            | Personage           |
| ----------------- | ------------------- |
| Stanley Baker     | Johnny Bannion      |
| Sam Wanamaker     | Mike Carter         |
| Grégoire Aslan    | Frank Saffron       |
| Margit Saad       | Suzanne             |
| Patrick Magee     | Barrows             |
| Jill Bennett      | Maggie              |
| Laurence Naismith | Mr Town             |
| Noel Willman      | Gevangenisdirecteur |